# WASP-22 b
WASP-22 b (Koyopaʼ) – planeta pozasłoneczna typu gorący jowisz, znajdująca się w konstelacji Erydanu w odległości około 980 lat świetlnych od Ziemi. Została odkryta w 2010 roku w ramach programu SuperWASP.
WASP-22 b ma masę wynoszącą 0,59 masy Jowisza oraz promień o 20% większy od promienia Jowisza. Planeta ta obiega swoją gwiazdę z okresem wynoszącym ok. 3,5 dnia.
| Jowisz | WASP-22 b |
| ------ | --------- |
|        |           |

## Nazwa
Planeta ma nazwę własną Koyopaʼ, związaną z piorunem w języku Majów Kicze. Nazwa została wyłoniona w konkursie zorganizowanym w 2019 roku przez Międzynarodową Unię Astronomiczną w ramach stulecia istnienia organizacji. Uczestnicy z Gwatemali mogli wybrać nazwę dla tej planety. Spośród nadesłanych propozycji zwyciężyła nazwa Koyopaʼ dla planety i Tojil dla gwiazdy.